# Beta Tucanae
Beta Tucanae (β Tuc, β Tucanae) este un sistem stelar alcătuit din șase stele din constelația sudică circumpolară Tucanul. 